# Великі Грибовичі
Великі Грибовичі, до 1946 року - Грибовичі Великі — село в Україні, у складі Львівської міської громади Львівського району Львівської області. Населення становить 1232 особи.

## Географія
Великі Грибовичі віддалені 8 км на північ від Львова і 2 км на захід від Дублян. Знаходяться при автомобільній дорозі державного значення М-09, Тернопіль - Львів - Рава-Руська. Малі Грибовичі віддалені 2 км на захід від Великих Грибовичів. Обидва ці села лежать на північному краю височини, яка становить частину Жовківського Розточчя, і оточені від півночі підмоклою долиною Старої Ріки, від півдня — болотистою долиною річки Полтви. Великі Грибовичі лежать на висоті 271 м над рівнем моря, на південь від них стоїть гора Михайловщина (361 м), між Малими та Великими Грибовичами є «Чорна Гора», висотою 354 м, заліснена в західній стороні. Води, що пливуть по північному стоку цієї території, забирає Стара Ріка, з південної частини течуть в Полтву.

## Історія
Перша згадка про село в історичних документах відноситься до 1440 року.
У податковому реєстрі 1515 року в селі документується шинок і 12 ланів (близько 300 га) оброблюваної землі.
Село, належало до Львівського повіту. У 1880 році в селах Великі Грибовичі та Малі Грибовичі було 201 будинок, 1197 мешканців, з них 158 римо-католиків. В селі була греко-католицька парафія, римо-католицька була в Малехові. В селі була школа і ґмінна кредитна каса з капіталом 555 злотих. Фонд убогих у Грибовичах та Збоїщах, заснований у 1813 році Яном Непомуценом Нікоровичем з метою забезпечення місцевої бідноти, з заставленим маєтком 2016 злотих. Фонд у 1880 році мав 120 злотих прибутку.
Великим земельним власником у селі наприкінці XIX століття був граф Калікст Понінський.

## Населення

### Мова
Розподіл населення за рідною мовою за даними перепису 2001 року:
| Мова       | Кількість | Відсоток |
| ---------- | --------- | -------- |
| українська | 1698      | 99.65%   |
| циганська  | 5         | 0.29%    |
| російська  | 1         | 0.06%    |
| Усього     | 1701      | 100%     |

## Археологічні знахідки
У 1933—1934 роках на так званій Чорній Горі, що височить між Великими та Малими Грибовичами, археологи виявили поселення кам'яної доби (III тисячоліття до н. е.) та рештки давньоруського городища XI—XIII століть.